# Čárlí, kluk z fary
Čárlí, kluk z fary je novela, životopisná freska českého umělce a fotografa Pavla Veselého, který v díle popisuje zážitky ze svého života, jehož dětství strávil v Opavě v období krátce po druhé světové válce. Ve vyprávění se posléze dostává i do pozdějšího věku a vypráví vzpomínky z vojenské služby či obtíže při hledání pracovního místa v období normalizace. Vedle svých zážitků – například osobního setkání s generálem Alexejem Čepičkou a jeho manželkou Martou, rozenou Gottwaldovou – seznamuje autor čtenáře rovněž s osudy svého bratra Jiřího a prostor nechává i pro své rodiče, především otce Karla, faráře Českobratrské církve evangelické.
Samotná kniha je autorovou čtvrtou publikací a při jejím psaní využil zkušeností nabytých ve své prvotině, ve které obdobným způsobem popisoval život Kristiána Kodeta, bratra herce Jiřího Kodeta. Kniha Čárlí, kluk z fary vyšla v roce 2019 a její uvedení se uskutečnilo 14. listopadu toho roku v kostele U Jákobova žebříku v pražských Kobylisích. Následující rok, 19. ledna 2020, pak autor publikace Pavel Veselý spolu s jejím vydavatelem Tomáš Trusina navštívili opavský sbor Českobratrské církve evangelické, ve kterém Veselý strávil své mládí, když zde jeho otec byl farářem, a na společné besedě po nedělních bohoslužbách publikaci představili a zájemcům rovněž podepsali.